# Häggvik (stacja kolejowa)
Häggvik – stacja kolejowa Stockholms pendeltåg, w Gminie Sollentuna, w regionie Sztokholm, w Szwecji. Znajduje się w miejskiej części Häggvik w gminie Sollentuna, 15,3 km od głównego dworca kolejowego w Sztokholmie. Dziennie obsługuje około 2 200 pasażerów.

## Galeria

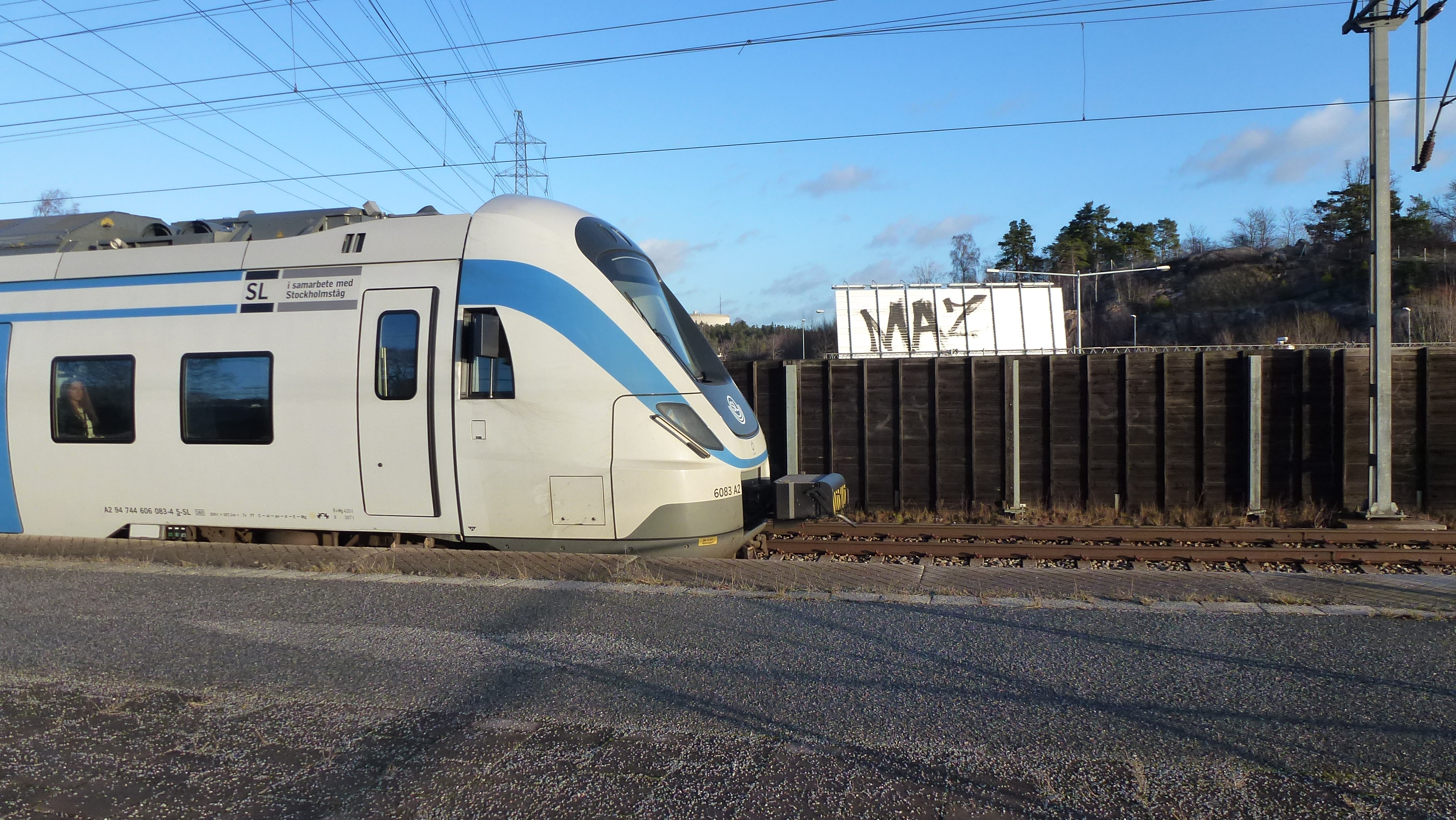
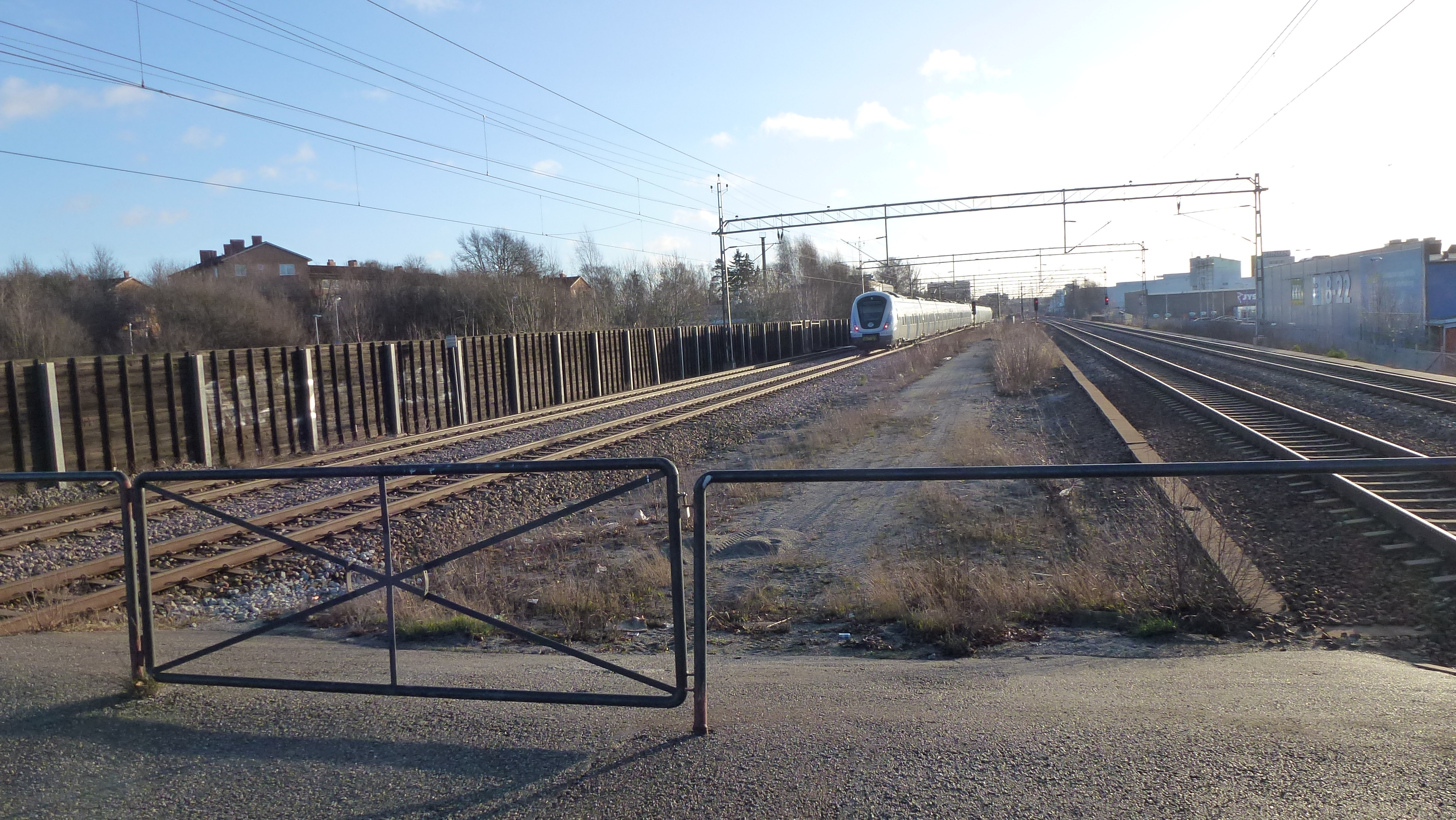
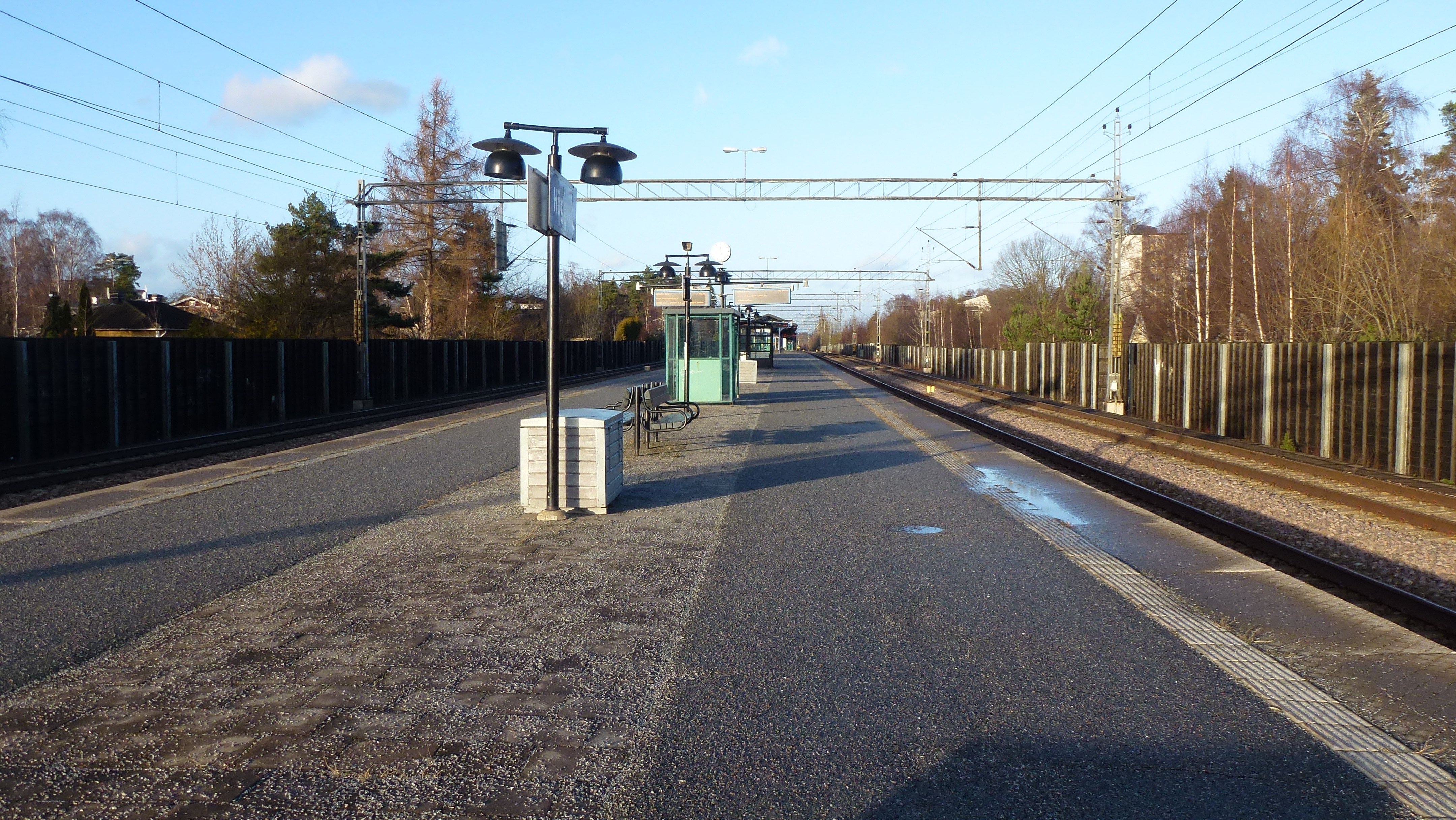
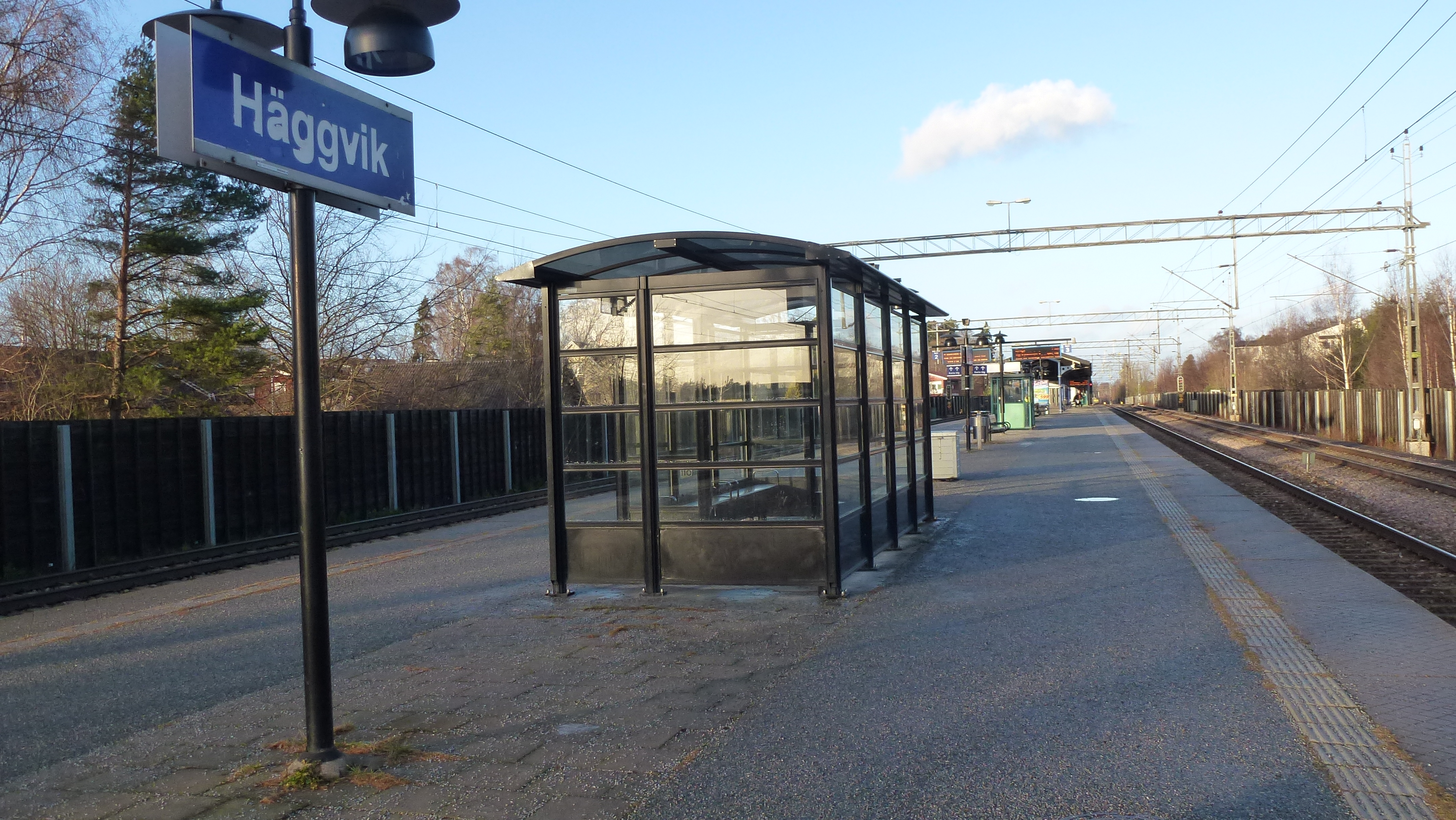
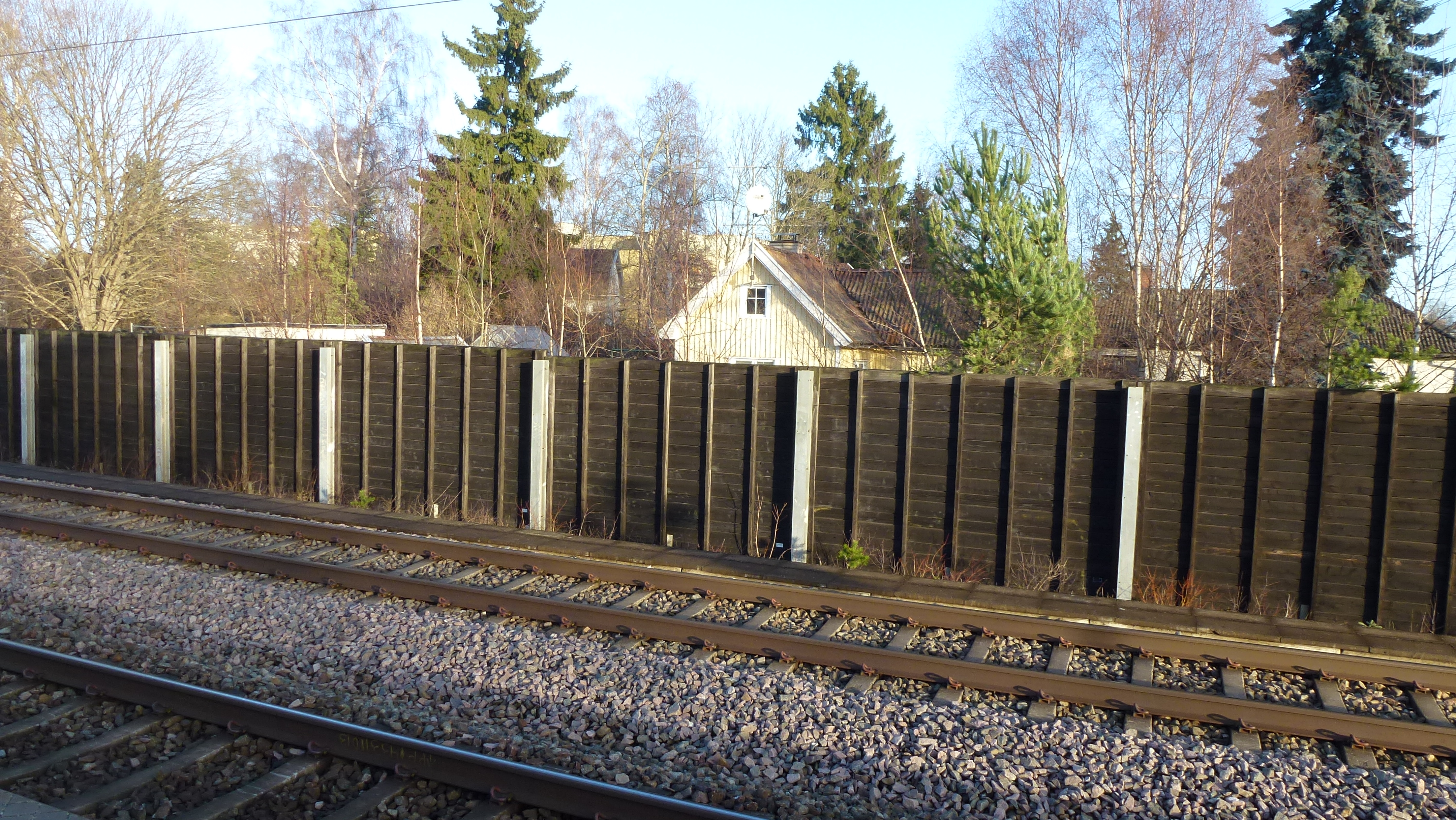
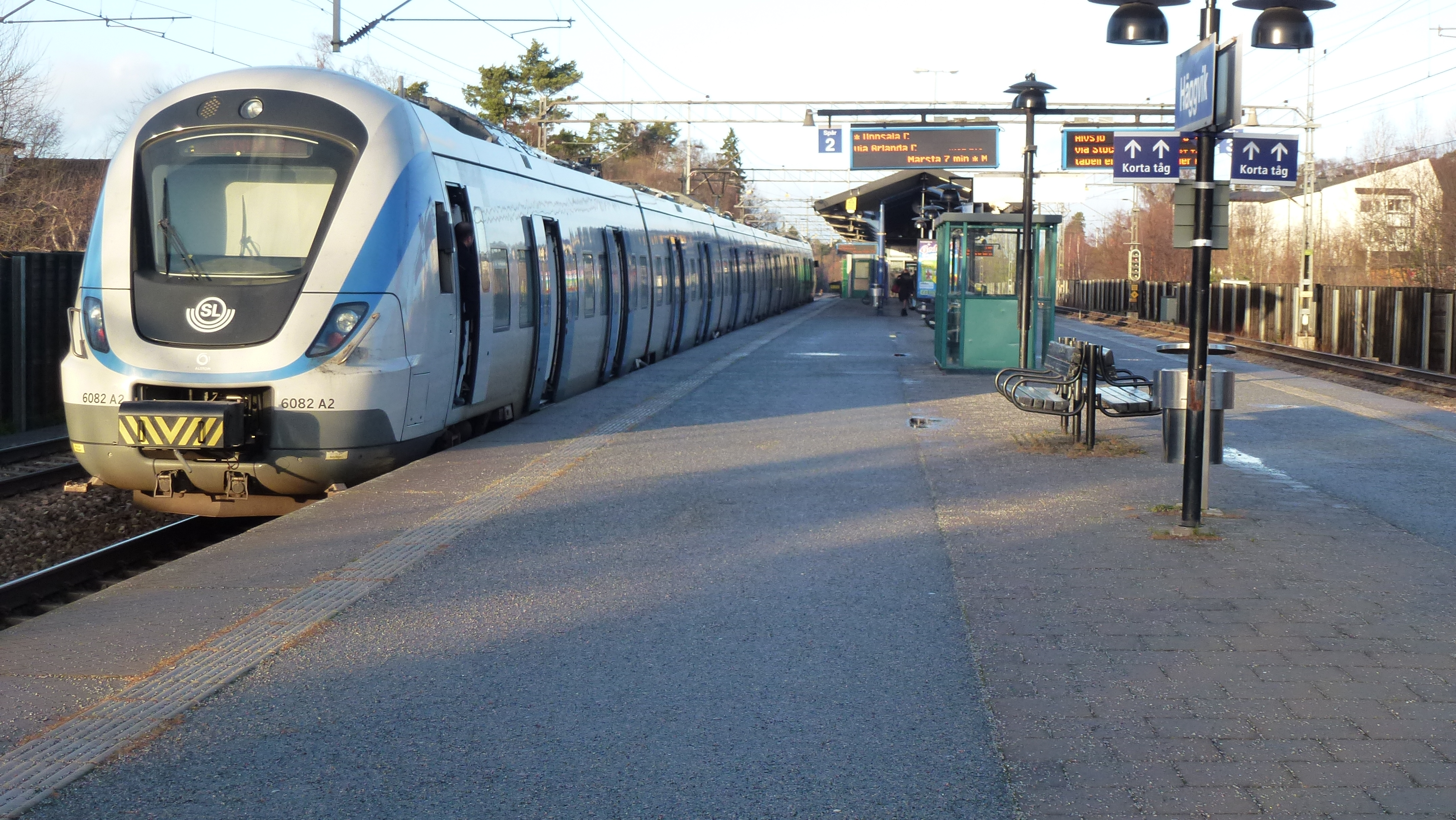
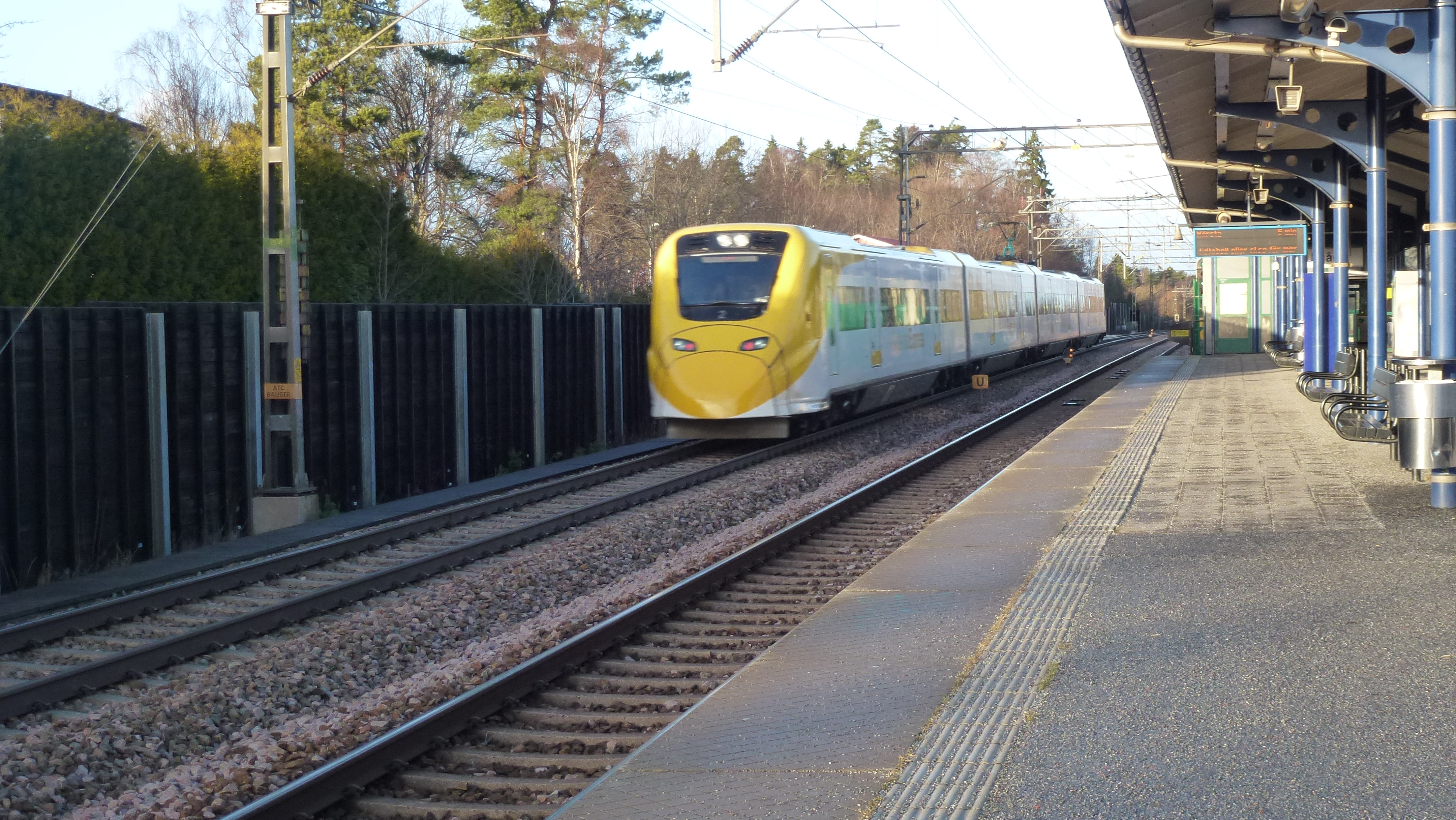
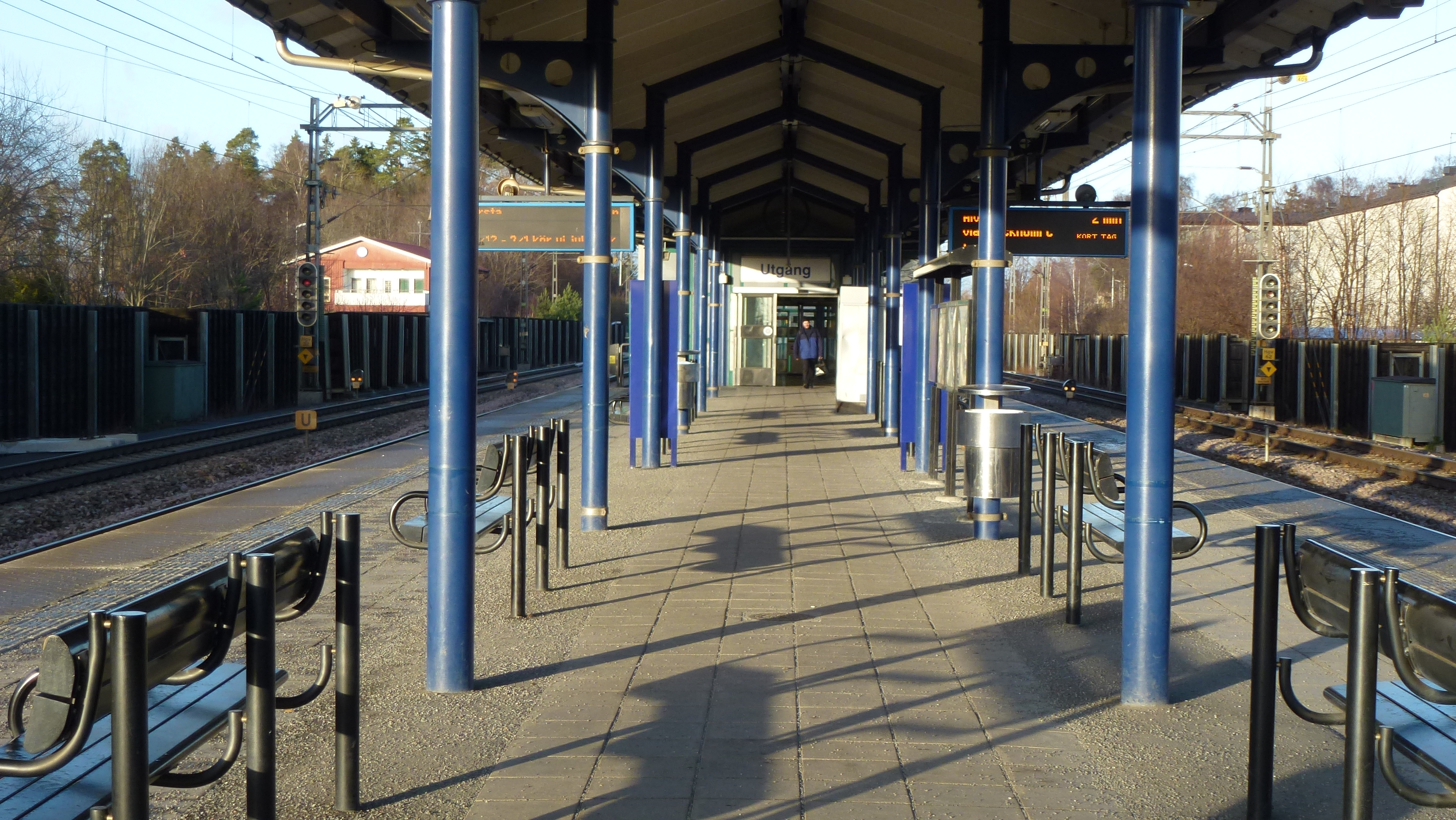
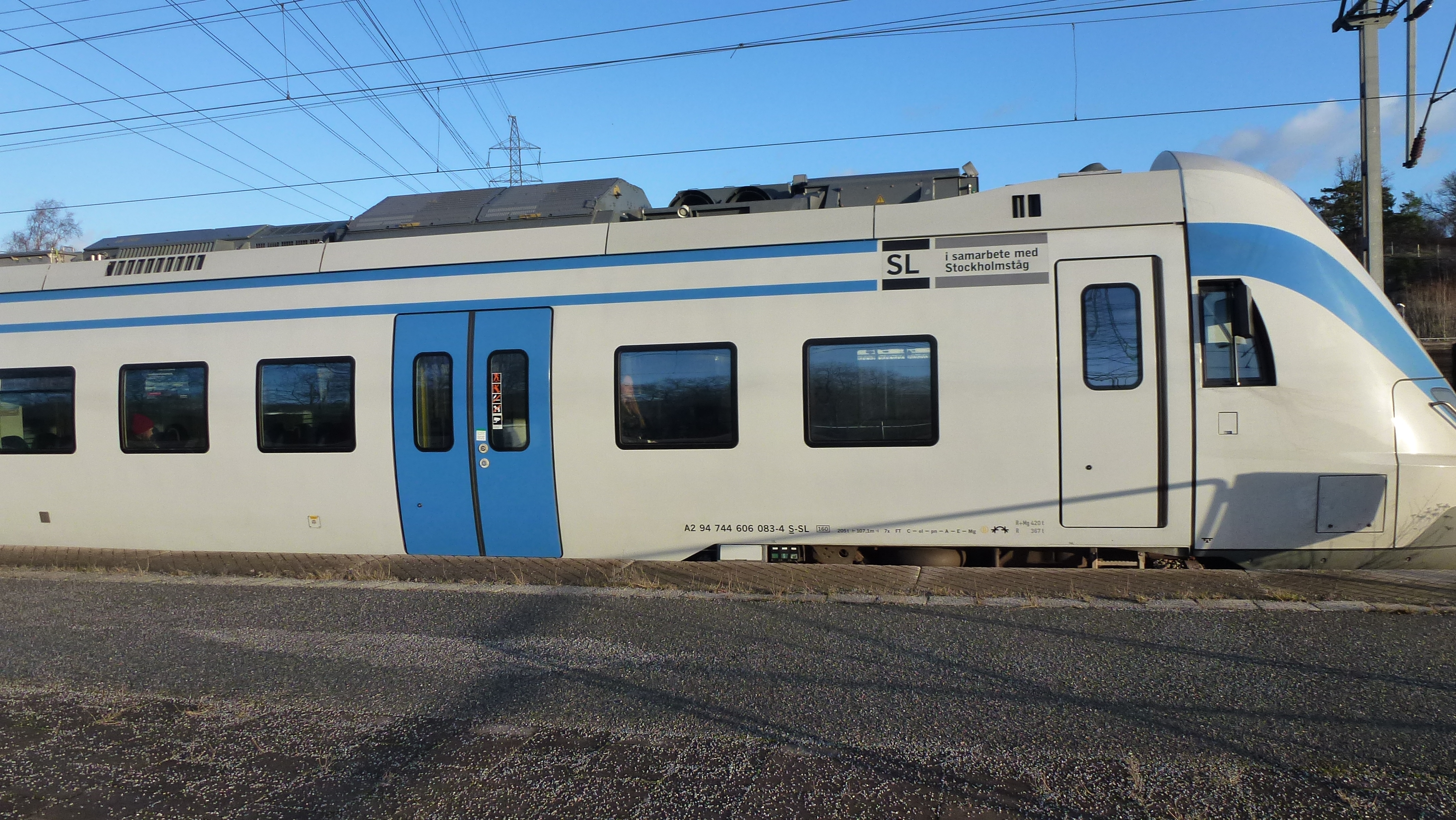
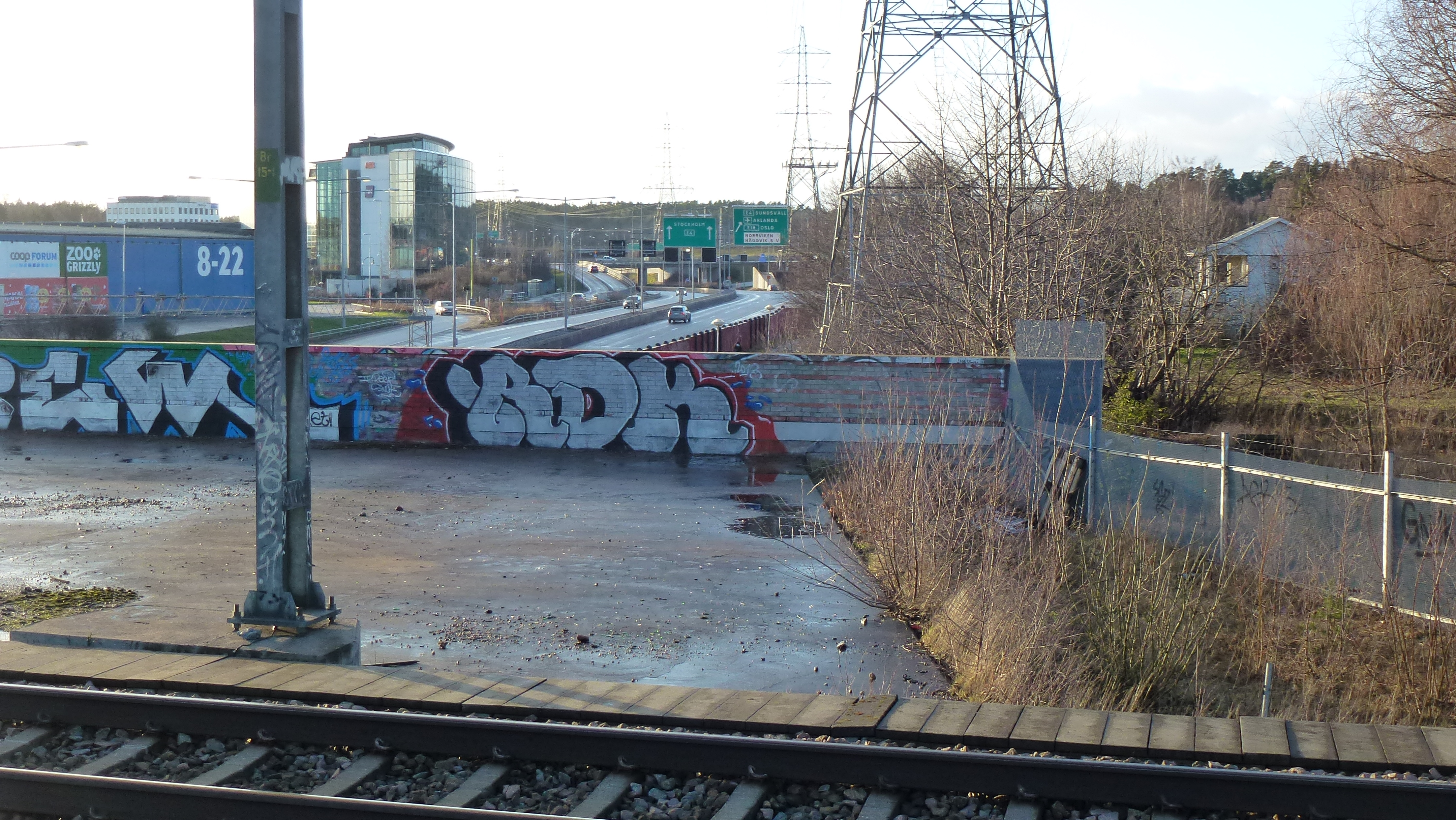
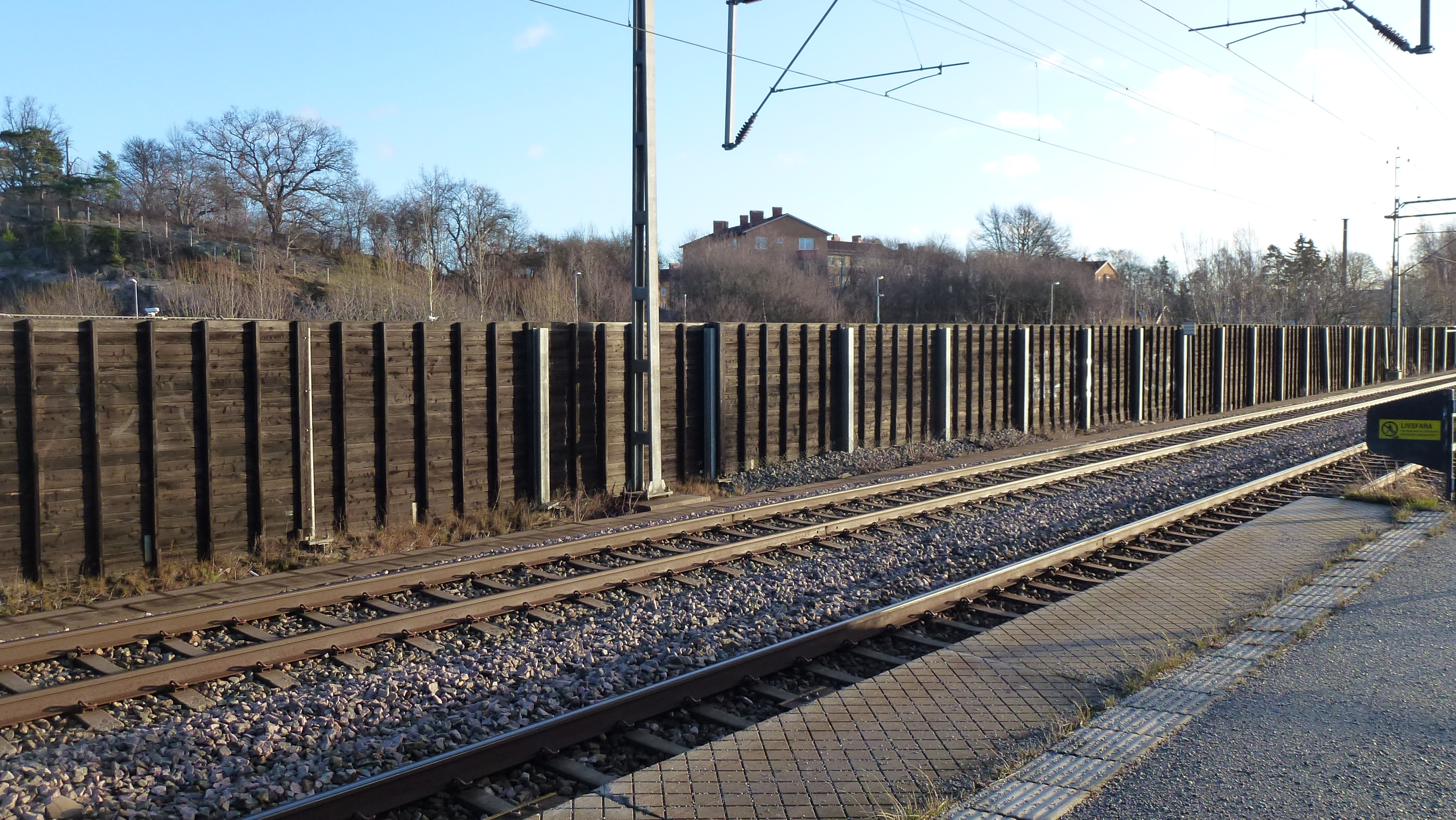
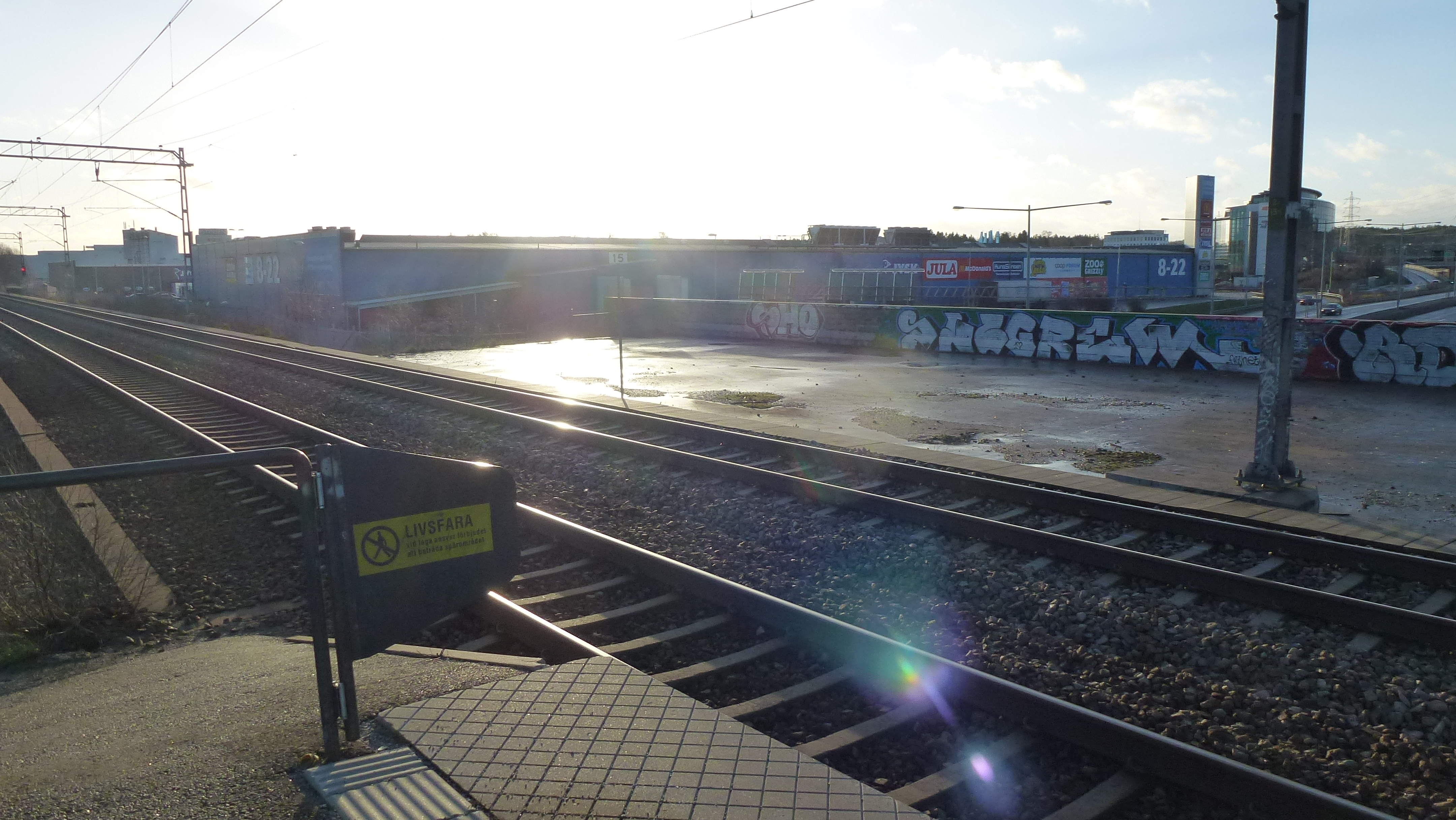
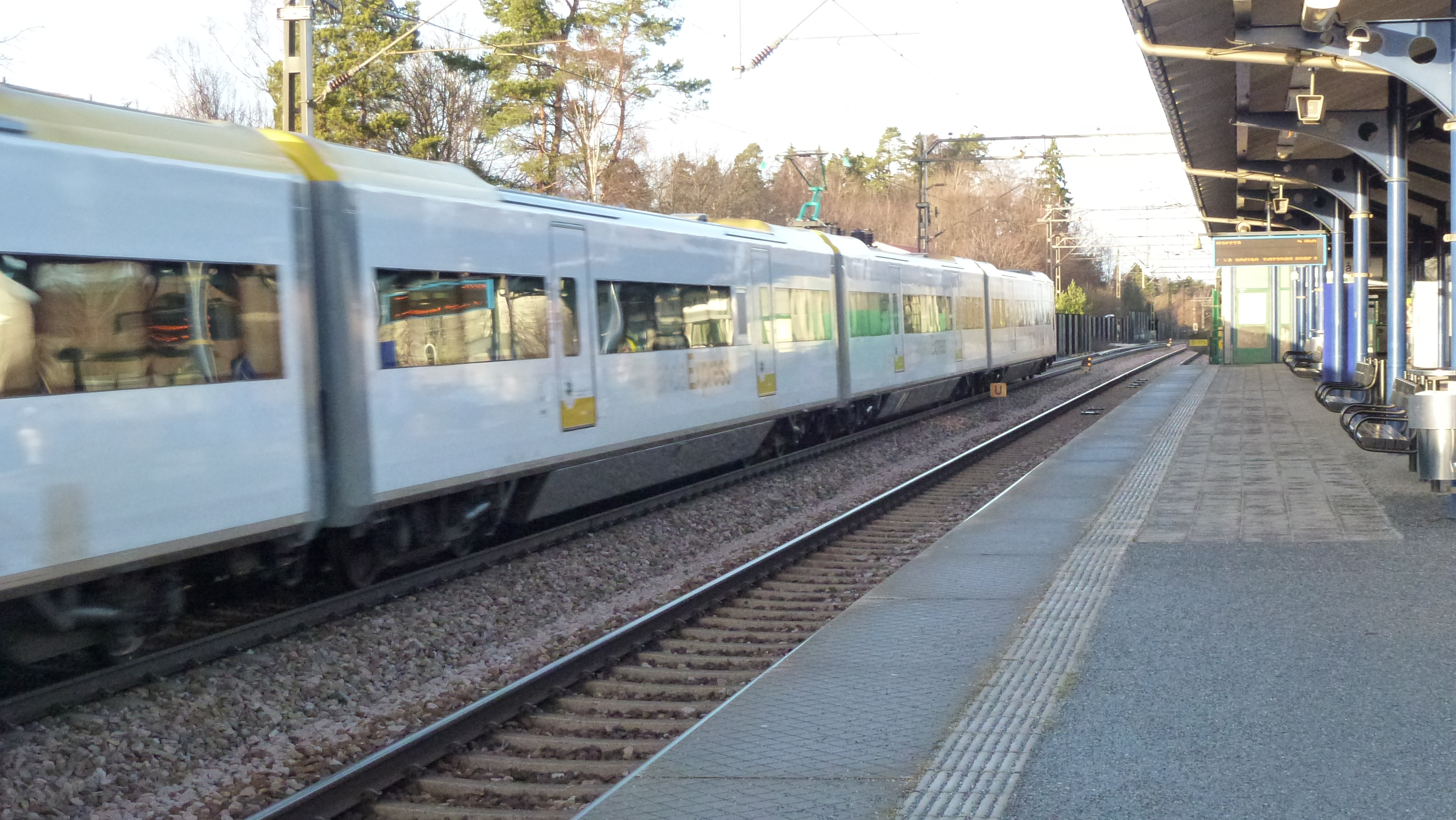

## Linie kolejowe
- Ostkustbanan